# Léon Germain Pelouse
Léon Germain Pelouse (Pierrelaye, 1º ottobre 1838 – Parigi, 31 luglio 1891) è stato un pittore francese.
Fu un paesaggista autodidatta di grande talento e popolarità.

## Biografia
Léon Germain Pelouse  nacque in una famiglia assai modesta e passò gran parte della sua giovinezza nel paese di Pierrelaye, nel Dipartimento della Seine-et-Oise.
Suo padre, falegname, non aveva certamente i mezzi per assecondare la sua inclinazione artistica e per mandarlo a studiare in una scuola di pittura. Così, i suoi studi furono quelli di un autodidatta. A sedici anni iniziò a lavorare come commesso viaggiatore e, durante i suoi spostamenti, realizzò i primi dipinti. A vent'anni entrò nell'esercito come soldato di leva e a ventisette decise di lasciare la cittadina natale per dedicarsi alla pittura del paesaggio.
Si stabilì quindi a Parigi nel 1865 in una modesta abitazione (o presso dei parenti) e lo stesso anno debuttò coraggiosamente al Salon con il quadro "I dintorni di Précy", ricevendo una buona dose di critiche decisamente ostili. Ma non si perse d'animo e, insistendo con la sua pittura, finì per raggiungere il successo e la popolarità grazie al suo talento. Continuò infatti ad esporre al Salon, finché, nel 1873, ottenne la sua prima medaglia per l'opera "La valle di Cernay" con la quale conquistò anche il favore dei critici.
Spesso Pelouse si recava in Bretagna, da Pont-Aven a Rochefort-en-Terre, per dipingere. Giunse così ad un livello di virtuosismo tecnico che gli valse non solo una vasta notorietà, ma anche la stima delle istituzioni, tanto che diverse sue tele gli furono acquistate dallo Stato. Tele che oggi sono presenti in diversi Musei di belle arti, come quello di Brest, di Nantes, il Museo d'Orsay a Parigi e il Museo di arte moderna André Malraux di Le Havre.
Ma il suo talento non si esprimeva solo in capacità tecniche, bensì nel saper creare "atmosfere" e sensazioni toccanti con i suoi paesaggi.

Pelouse ricevette la Legion d'Onore nel 1878.

Poche le notizie sulla sua vita parigina e professionale, sulle sue amicizie e, in particolare, sui suoi eventuali maestri.
Pelouse morì a Parigi a soli 53 anni. A Pierrelaye, la strada dove egli nacque porta oggi il suo nome.

## Galleria d'immagini

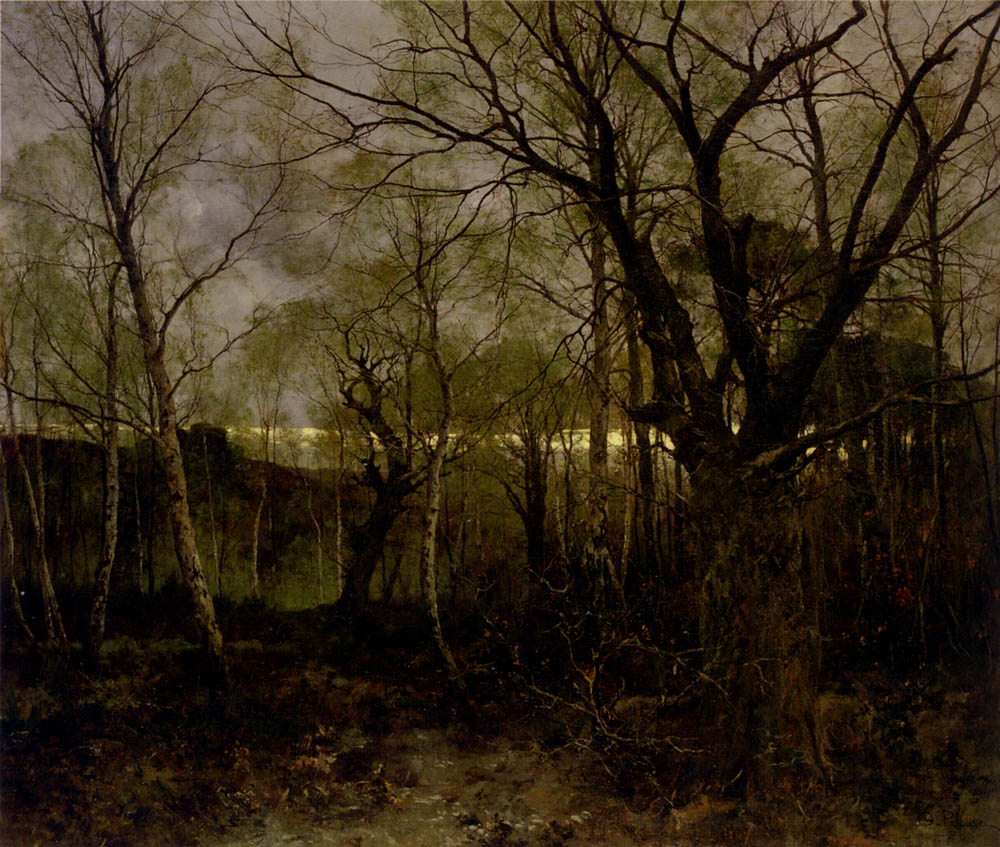
Le prime foglie
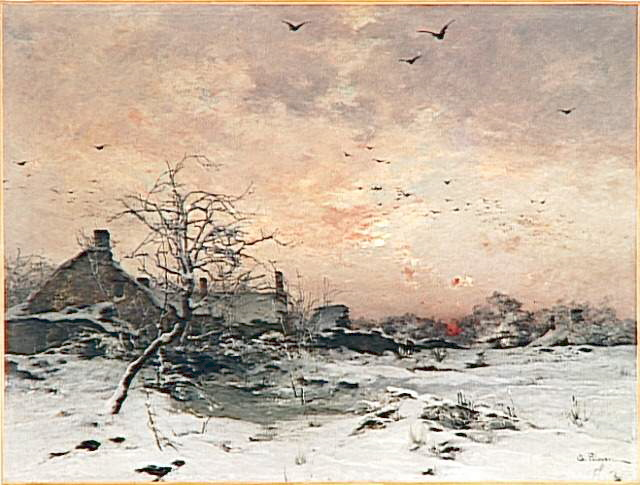
Cernay
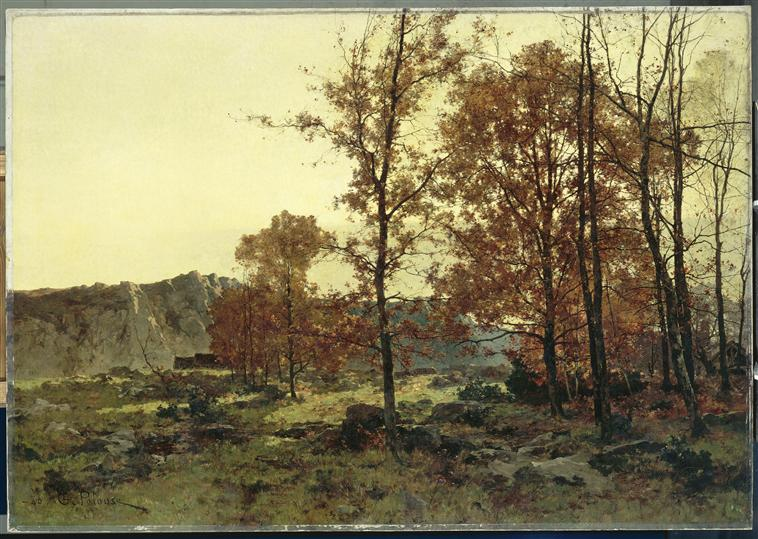
L'altopiano di Montjoie visto da Mortain
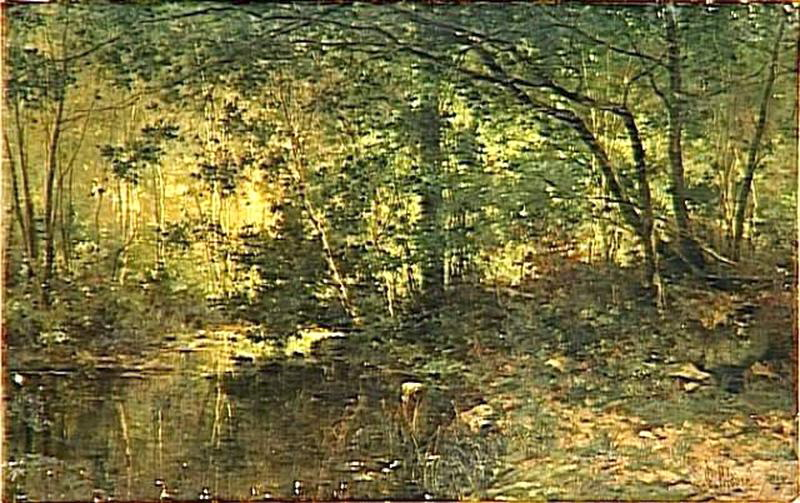
Ricordo di Cernay
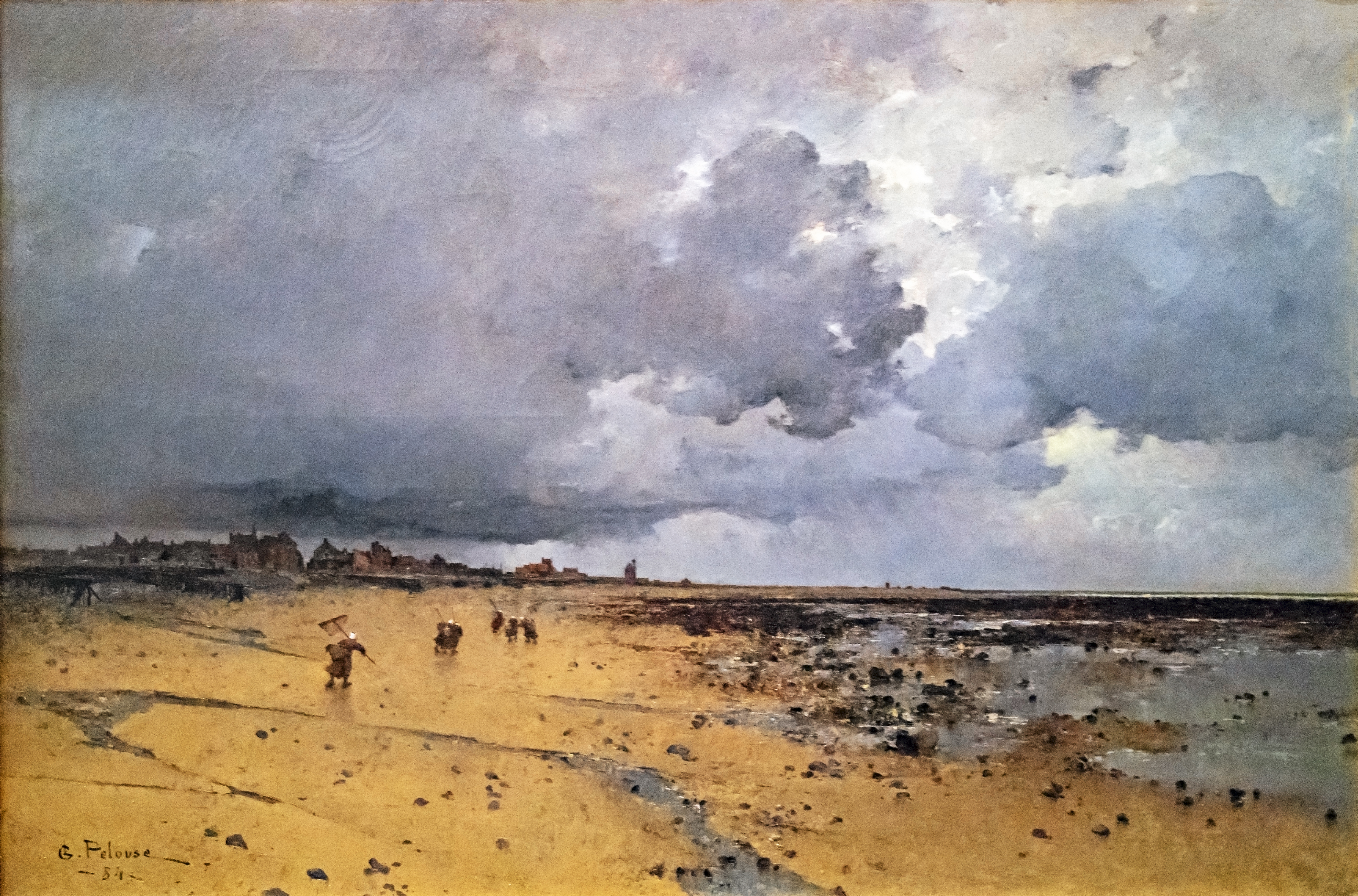
Grandcamp con la bassa marea
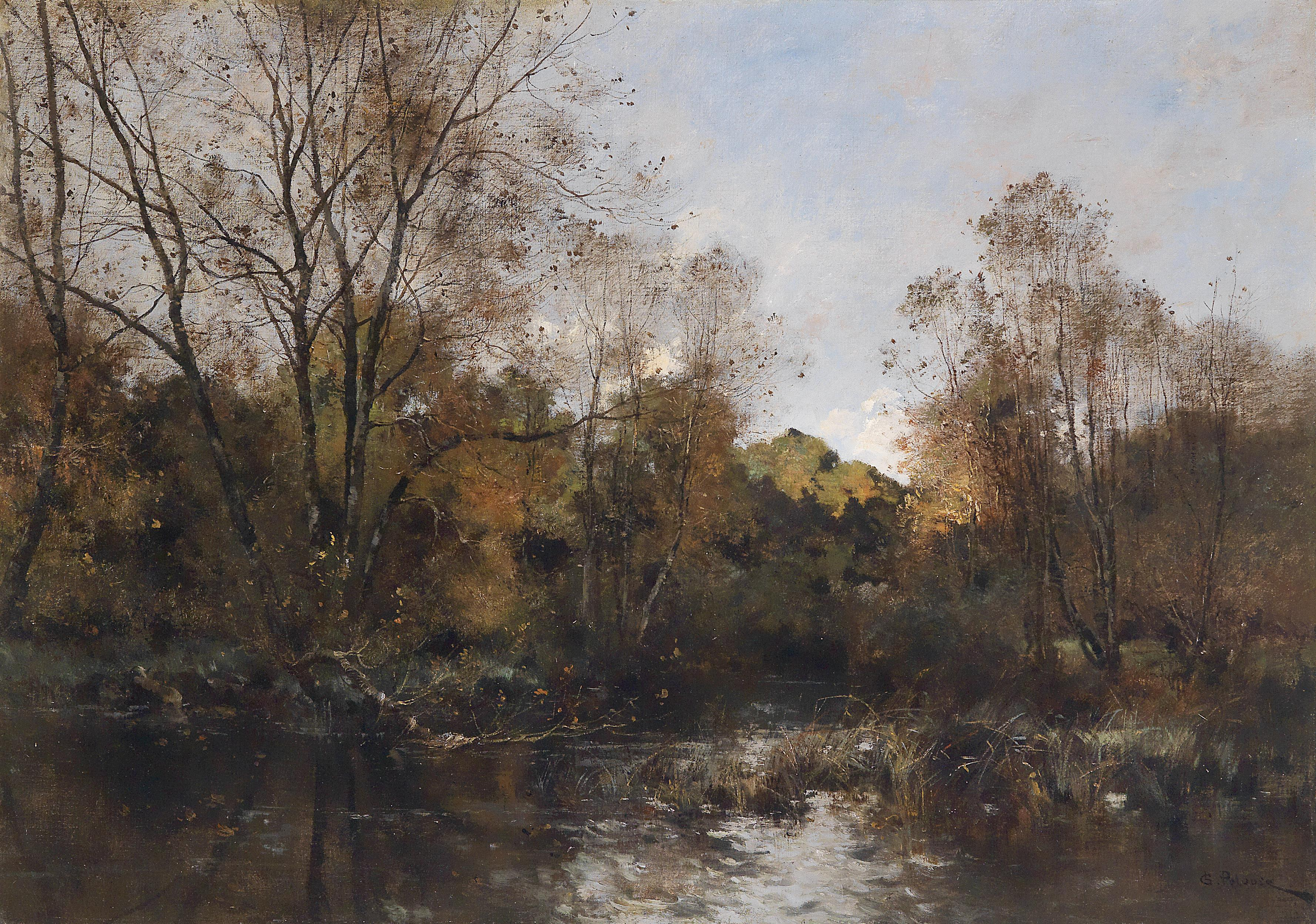
Bosco
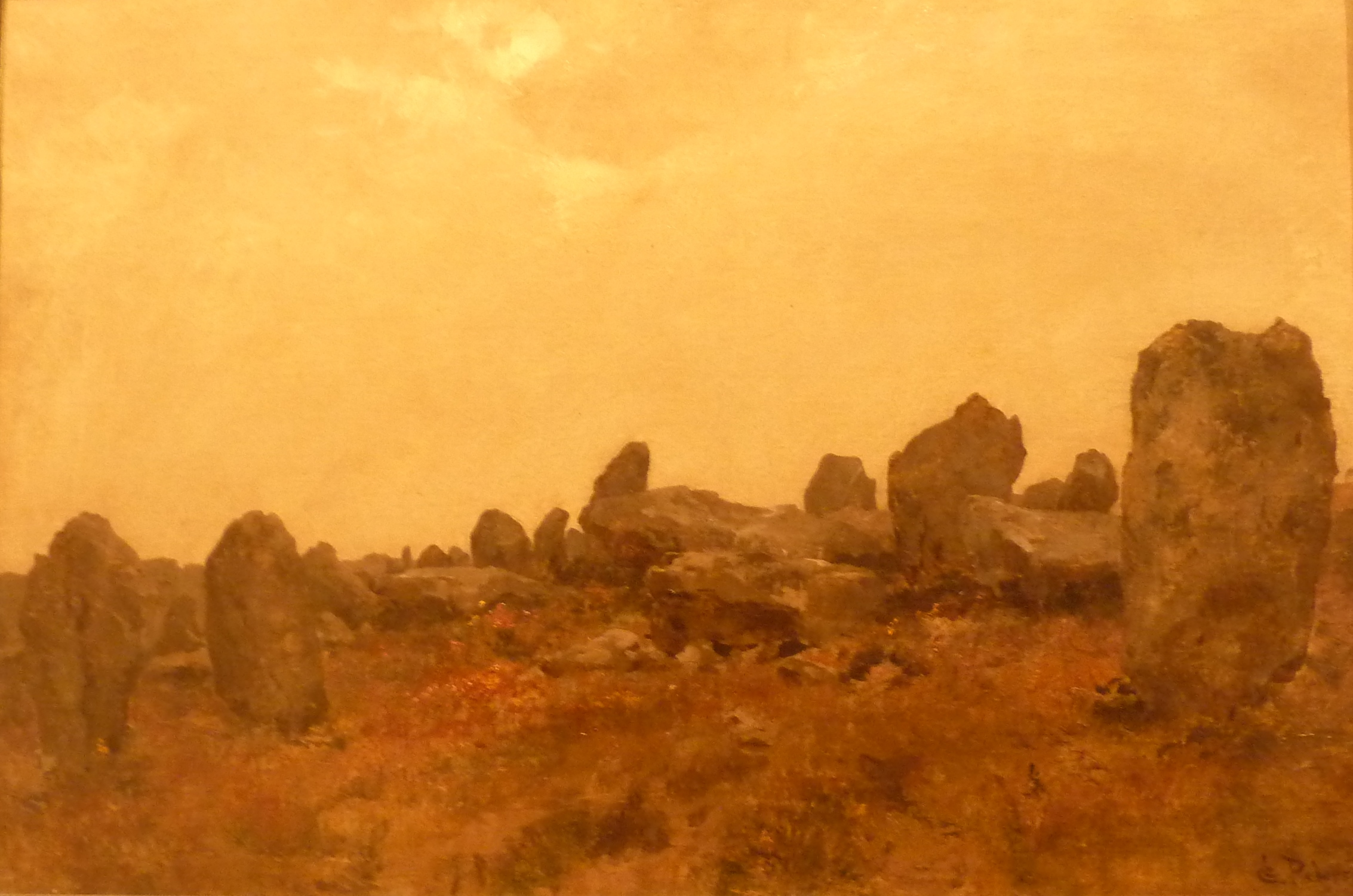
Le pietre di Carnac